# Scranton (Caroline du Sud)
Pour les articles homonymes, voir Scranton.
Scranton est une ville située dans le comté de Florence, dans l’État de Caroline du Sud, aux États-Unis. Lors du recensement de 2020, elle comptait 648 habitants.